# Neoris haraldi
Neoris haraldi är en fjärilsart som beskrevs av Karl Schawerda 1922. Neoris haraldi ingår i släktet Neoris och familjen påfågelsspinnare. Inga underarter finns listade i Catalogue of Life.